# Stenostephanus sanguineus
Stenostephanus sanguineus är en akantusväxtart som först beskrevs av Carl Ludwig von Willdenow och Christian Gottfried Daniel Nees von Esenbeck, och fick sitt nu gällande namn av D.C. Wasshausen. Stenostephanus sanguineus ingår i släktet Stenostephanus och familjen akantusväxter. Inga underarter finns listade i Catalogue of Life.